# 연인
연인(戀人, 문화어: 련인) 또는 애인(愛人)은 서로 사랑하는 친밀 관계의 사람을 말하며 부부 관계에 있는 사람은 제외하는 경우가 많다.

## 같이 보기
- 여자친구
- 남자친구
- 커플